# Heldendenkmal von Surabaya
Die Heldendenkmal von Surabaya (indonesisch Tugu Pahlawan) ist ein 41 Meter hohes Denkmal in der Altstadt von Surabaya. Es ist denjenigen Bürgern von Surabaya gewidmet, die in der berühmten Schlacht von Surabaya ihr Leben ließen. Die phallusartige Säule erinnert an das Monumen Nasional in Jakarta, wurde aber bereits vor diesem errichtet.
Der Grundstein wurde am 10. November 1951 und vom damaligen Präsidenten Soekarno und dem damaligen Bürgermeister Surabayas, Doel Arnowo, gelegt. Genau ein Jahr später, am 10. November 1952, wurde das Denkmal von Soekarno und dem neuen Bürgermeister Moestadjab Soemowidigdo eröffnet.
Auf dem Gelände des Denkmals wurde das Museum 10. November eröffnet, in dem Informationen zur Schlacht von Surabaya und zum Nationalhelden Bung Tomo zu finden sind.

## Abbildungen
Das Denkmal ziert das Wappen der Provinz Jawa Timur, das Stadtwappen von Surabaya und auch das Wappen des ansässigen Fußballvereins Persebaya.

## Galerie

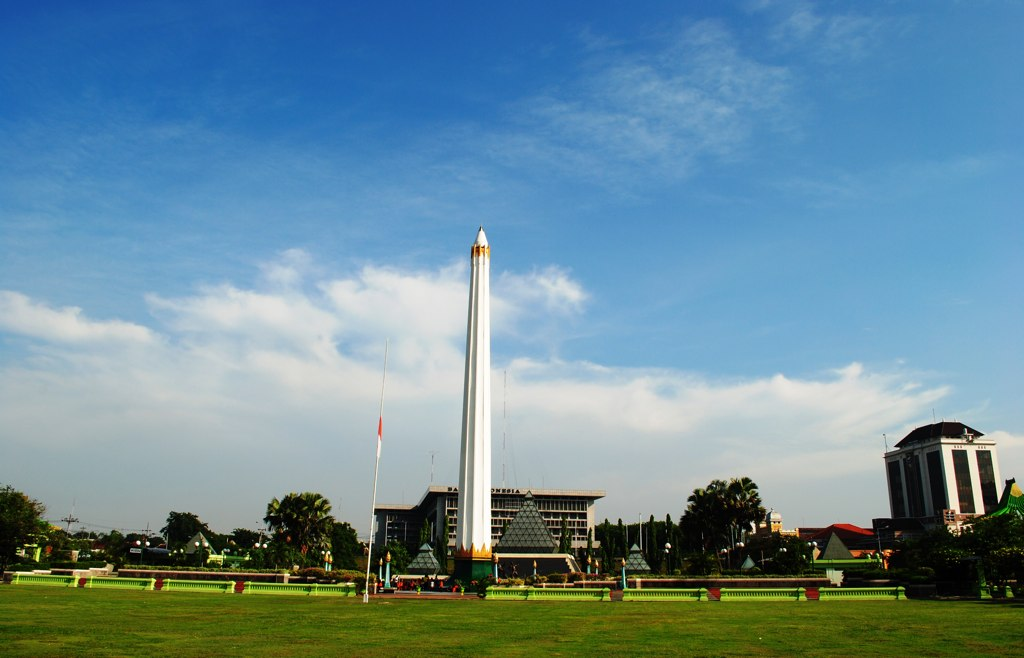
Siegessäule
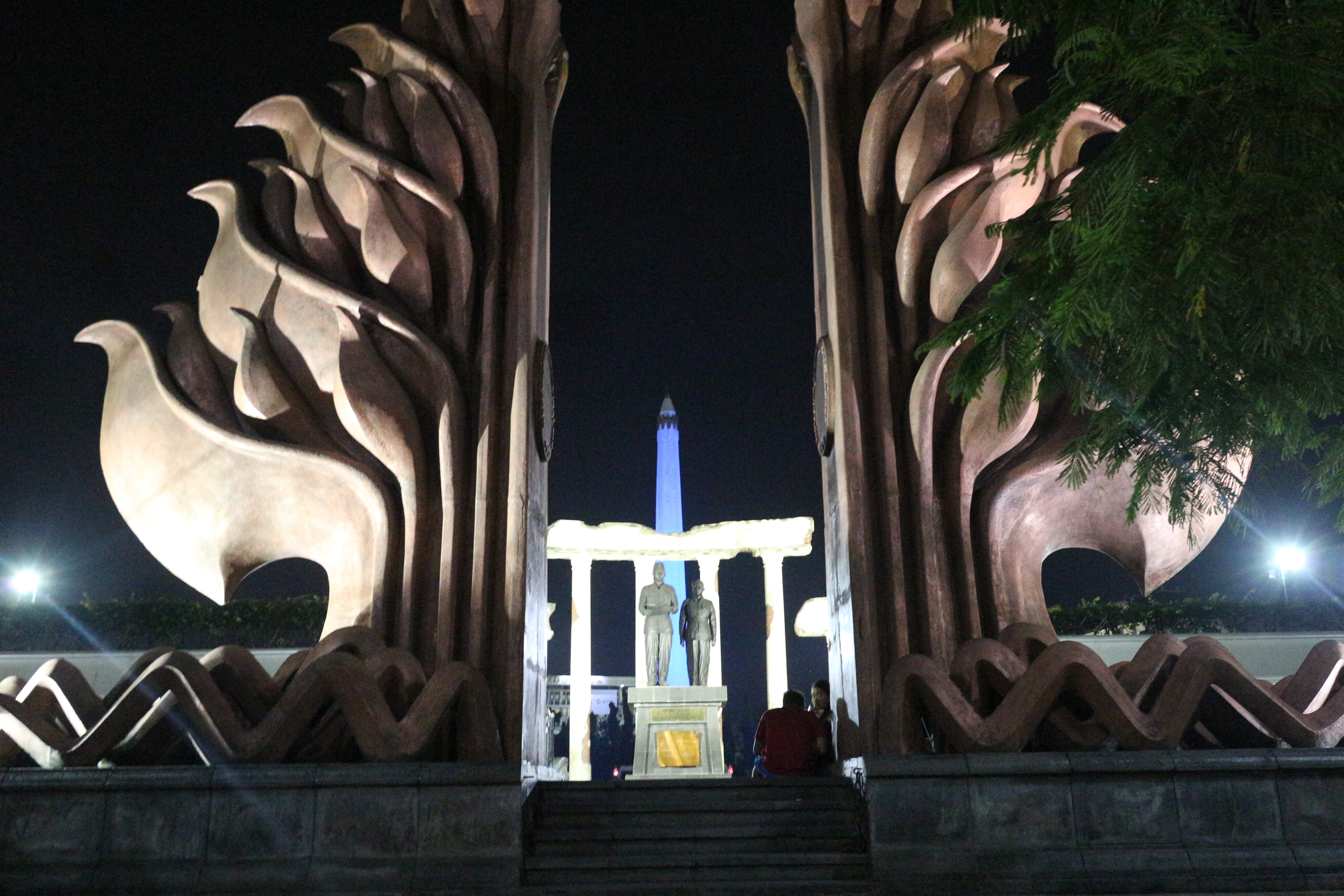
Das Eingangsportal zum Denkmal
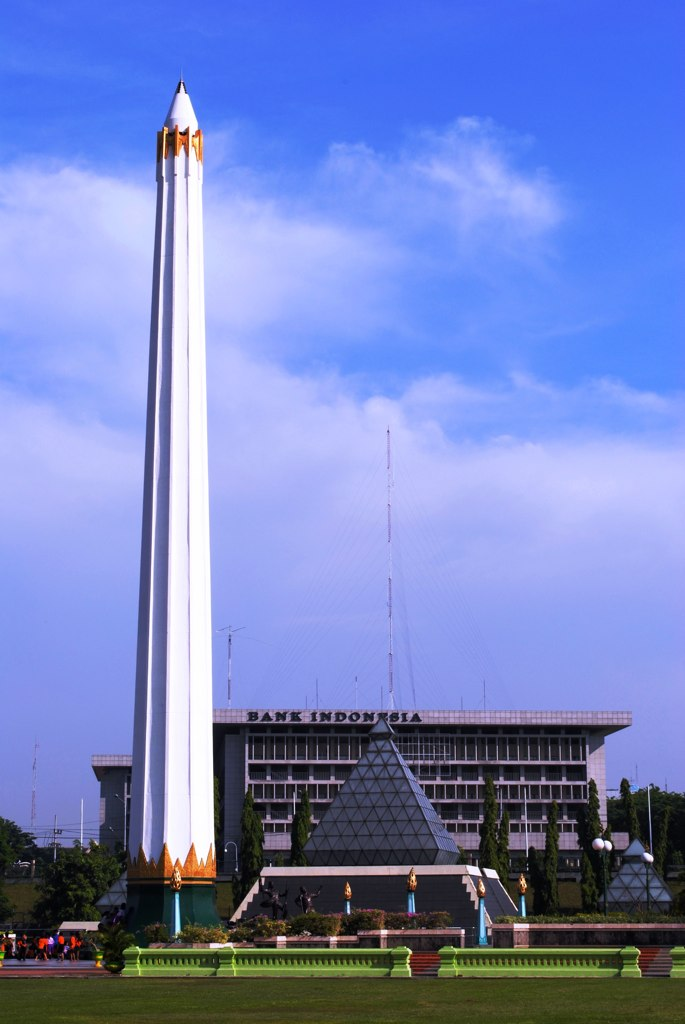
Das Denkmal neben dem pyramidenförmigen Museum